# Teresa Garcia Muñoz
Teresa Garcia Muñoz (Sagunto, Valencia; 3 de diciembre de 1975) es una ingeniera y política española, regidora en el ayuntamiento de su localidad, Sagunto, y diputada en las Cortes Valencianas por Compromís.

## Biografía
Es ingeniera industrial, en especialidad de Medio ambiente por la Universidad Politécnica de Valencia Además, tiene dos másteres, un Gestión de la Ciudad e Infraestructuras Urbanas, ordenación del territorio, urbanismo y Medio ambiente por la Universidad Abierta de Cataluña y otro máster en prevención de riesgos laborales.

## Trayectoria política
Su actividad política la ha llevado a cabo en el Bloque Nacionalista Valenciano, partido del cual está vinculada desde muy joven. Es regidora en el Ayuntamiento de Sagunto desde 2007, donde ha ejercido también de secretaria del grupo municipal.
Además de las tareas municipales, es miembro de la ejecutiva nacional del BLOC desde 2012 y secretaria de política institucional de Compromís desde septiembre de 2012.
En diciembre de 2014, anunció su candidatura a las primarias abiertas de Compromís para formar parte de las listas a Las Cortes. Teresa fue la cuarta candidata más votada de la circunscripción de Valencia.
En las Elecciones a las Cortes Valencianas de 2015 fue elegida diputada por las listas de Compromís, yendo a la novena posición de la candidatura por la circunscripción de Valencia.